# 11911 Angel
11911 Angel (1992 LF) là một tiểu hành tinh vành đai chính được phát hiện ngày 4 tháng 6 năm 1992 bởi C. S. Shoemaker và D. H. Levy ở Đài thiên văn Palomar.